# Puccinia melanocephala
Puccinia melanocephala ist eine Ständerpilzart aus der Ordnung der Rostpilze (Pucciniales). Der Pilz ist ein Endoparasit von Zuckerrohr (Saccharum officinarum) und Erianthus-Arten. Symptome des Befalls durch die Art sind rostfarbene Flecken und Pusteln auf den Blattoberflächen der Wirtspflanzen. Ihr Verbreitungsgebiet umfasst Indien und China.

## Merkmale

### Makroskopische Merkmale
Puccinia melanocephala ist mit bloßem Auge nur anhand der auf der Oberfläche des Wirtes hervortretenden Sporenlager zu erkennen. Sie wachsen in Nestern, die als gelbliche bis braune Flecken und Pusteln auf den Blattoberflächen erscheinen.

### Mikroskopische Merkmale
Das Myzel von Puccinia melanocephala wächst wie bei allen Puccinia-Arten interzellulär und bildet Saugfäden, die in das Speichergewebe des Wirtes wachsen. Aecien der Art sind bislang nicht bekannt. Die zimtbraunen Uredien wachsen beidseitig auf den Blättern des Wirtes. Ihre ebenfalls zimtbraunen Uredosporen sind meist eiförmig, 28–33 × 18–23 µm groß und fein stachelwarzig. Die Telien der Art sind schwarzbraun, früh offenliegend und kompakt, sie wachsen blattunterseitig. Die haselnussbraunen Teliosporen sind zweizellig, in der Regel keulenförmig und 30–43 × 17–21 µm groß; ihre Stiele sind braun und bis zu 12 µm lang.

## Artabgrenzung
Puccinia melanocephala unterscheidet sich vom ebenfalls auf Zuckerrohr vorkommenden Puccinia kuehnii (im englischen Sprachraum orange rust) durch die Bildung kopfiger Paraphysen. Die Urediniosporen sind normalerweise kleiner als bei Puccinia kuehnii und seine Zellwände sind gleichmäßig dick. Die Teliosporen von Puccinia melanocephala sind pigmentiert, wobei die obere Zelle dunkelbraun, die untere hingegen blasser gefärbt ist.

## Verbreitung
Das ursprüngliche Verbreitungsgebiet von Puccinia melanocephala reicht von Indien bis nach China. Die Art kommt überall vor, wo Zuckerrohr angebaut wird.

## Ökologie
Die Wirtspflanzen von Puccinia melanocephala sind Zuckerrohr sowie Erianthus-Arten aus der Süßgrasunterfamilie Panicoideae. Der Pilz ernährt sich von den im Speichergewebe der Pflanzen vorhandenen Nährstoffen, seine Sporenlager brechen später durch die Blattoberfläche und setzen Sporen frei. Die Art verfügt anscheinend über einen Entwicklungszyklus, von dem bislang nur Telien und Uredien sowie deren Wirt bekannt sind, Spermogonien und Aecien sind bislang nicht beschrieben worden.

## Bedeutung
Puccinia melanocephala ist zusammen mit Puccinia kuehnii der wichtigste schädliche Rostpilz im Zuckerrohranbau.
Er wurde angeblich von den USA in den 1970er Jahren auch als biologische Waffe in Kuba eingesetzt. Diese Vorwürfe stammen allerdings nur aus kubanischen Quellen und wurden nicht bestätigt. Es gilt als wahrscheinlich, dass zwei Faktoren zusammentrafen: Einerseits wurden Sporen auf natürliche Weise mit dem Wind von Westafrika bis in die Dominikanische Republik verbreitet, wo der Erreger erstmals in der Karibik festgestellt wurde. Der Transport über solch weite Strecken konnte nachgewiesen werden. Andererseits wurde die rostanfällige Variante B 4362 in großem Stil auf Kuba angebaut.